# تپه اطراف شهر سوخته ۳۸۶
تپه اطراف شهر سوخته ۳۸۶ مربوط به هزاره سوم قبل از میلاد - سده‌های ۹ تا ۱۲ ه.ق است و در شهرستان زابل، بخش شیب آب، دهستان لوتک، ۲۷/۴ کیلومتری روستای حومه شهر سوخته، پایگاه باستان‌شناسی شهر سوخته واقع شده و این اثر در تاریخ ۲۶ اسفند ۱۳۸۷ با شمارهٔ ثبت ۲۵۹۰۹ به‌عنوان یکی از آثار ملی ایران به ثبت رسیده است.